# Geografia del Nepal
Il Nepal è uno stato dell'Asia meridionale nella catena montuosa dell'Himalaya, al confine con l'India e la Cina (Tibet). Si trova nel subcontinente indiano.

## Superficie
Il Nepal si presenta come una stretta striscia di terra larga dai 145 a 241 km e che si estende per 800 km.

### Morfologia
Pur essendo uno Stato di dimensioni medio-piccole, il Nepal presenta una notevole varietà di climi ed ambienti naturali, comprendendo territori che spaziano dalla pianura del Gange alla catena montuosa dell'Himalaya.
Tre dei quattordici "ottomila" del pianeta sono interamente compresi in territorio nepalese: il Dhaulagiri I, l'Annapurna I ed il Manaslu. Altri quattro sono invece condivisi con la Cina: l'Everest, il Lhotse, il Makalu ed il Cho Oyu. Infine il massiccio del Kangchenjunga è condiviso con l'India. Numerose altre vette superano i 7 000 metri.Il Nepal è percorso longitudinalmente da alcune catene montuose, intervallate da valli e conche. Seguendo l'andamento del dislivello si possono anche genericamente definire le zone climatiche.
- La pianura gangetica (Terai), a 100 m s.l.m., è caratterizzata da un clima tropicale.
- Le colline Chure (o Siwalik) presentano un'altitudine media di circa 1 000 m, sono ricoperte dalla foresta pluviale e risultano inadatte all'agricoltura.
- Le colline Mahabharat invece (circa 2 000 m) sono assai sfruttate per il terrazzamento e la coltivazione di riso.
- Nella fascia intermedia di Pahar (circa 1500 m) vi sono numerosi insediamenti umani, fra i quali Pokhara e la stessa valle di Kathmandu.

Le montagne dell'Himalaya sono coltivate fino all'altitudine in cui il clima lo consente, poi seguono i boschi e per finire, intorno ai 4 000 m, vi è l'ultima vegetazione erbacea.
- Il Transhimalaya è infine situato nella caratteristica zona in cui la linea dello spartiacque non coincide con quella delle creste della catena montuosa: geograficamente si è già a nord dell'Himalaya, ma si è ancora nel bacino idrografico del Gange e non, come dovrebbe teoricamente essere, del Brahmaputra. Culturalmente e paesaggisticamente la zona transhimalayana appartiene al Tibet e risulta notevolmente più secca di altre zone del Nepal perché le montagne sono in grado di fermare le nubi monsoniche. Li vi si trova anche il Mustang, una suddivisione amministrativa del Nepal costituita da montagne brulle, pietraie ed isolati villaggi con i propri monasteri buddhisti. La regione è situata interamente sopra i 2 800 metri di quota.

#### Orografia

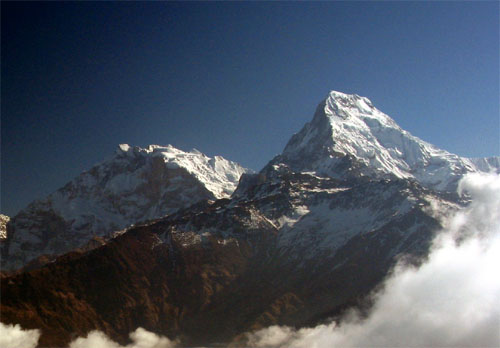
Annapurna I (sinistra) e Sud (destra) visti dal Poon Hill

Volendo elencare questi giganti orografici, senza peraltro essere esaustivi, si può osservare che le vette principali, ordinate da ovest ad est, sono le seguenti:
- Api (7 132 m) e Saipal (7 031 m), nella zona occidentale del Paese;
- Nella zona centrale si trovano invece i vasti massicci del Dhaulagiri (8 167 m nella vetta del Dhaulagiri I, ma con almeno altre tre cime superiori ai 7 000 m) e dell'Annapurna (8 091 m nella vetta dell'Annapurna I, ma anche in questo caso con almeno altre cinque cime che superano i 7 000 metri), divisi dal fiume Kali Gandaki. Sempre nel massiccio dell'Annapurna la vetta del Machhapuchhre (6 996 m) che domina la città di Pokhara, pur essendo meno elevata risulta nota sia per la caratteristica ed inconfondibile forma svettante a "coda di pesce" appuntita, sia perché sacra agli Induisti e come tale il governo ne ha proibito per legge l'ascensione e soprattutto l'accesso alla vetta, la quale è tuttora inviolata;
- Sempre nella zona centrale si situano il Manaslu (8 163 m) e l'Himal Chuli (7 893 m);
- A nord della capitale si ha la visuale del Langtang Lirung (7 225 m);
- Procedendo verso est, sul confine cinese, si trovano nell'ordine: il Gaurisankar (7134 m), il Cho Oyu (8 201 m), l'Everest (8 848 m) detto Sagaramāthā in nepalese e Chomolangma in tibetano, notoriamente la massima vetta del pianeta, col vicinissimo Lhotse (8516 m), il più distante Makalu (8 463 m) e, sempre nella stessa zona ma interamente in territorio nepalese, il Nuptse (7 885 m), il Baruntse (7 129 m) ed il Chamlang (7 319 m);
- Lungo l'estremo confine orientale con la Cina si erge il Jhinsang (7 483 m);
- Sul confine con l'India, più precisamente con lo stato indiano del Sikkim s'allineano, da nord a sud in circa 30 km di crinale, il Pathibhara (7 123 m, detto anche "La Sfinge"), il Kirat Chuli (7 365 m, detto anche "Tent Peak"), il Nepal Peak (7 168 m), il Gimigola (7 350 m), ma soprattutto il Kangchenjunga (8 598 m), terza vetta del pianeta e dell'Himalaya, poi il Talunga (7 349 m) ed il Kabru (7 317 m). Nel medesimo gruppo, infine, interamente in territorio nepalese svetta il Kumbhakarna (7 710 m).

Il resto dell'orografia nepalese, ancorché non certo trascurabile, è insignificante, almeno in termini meramente statistici, a fronte dei giganti sopra menzionati.
La catena dei Mahabharat Lekh, sfrangiandosi in catene minori interrotte dalle valli degli innumerevoli fiumi che scendono dall'Himalaya e dal Tibet per affluire direttamente ed indirettamente nel Gange, corre parallela all'Himalaya poco più a sud di quest'ultima dall'ovest all'est di tutto il Nepal, ma si erge con vette ben inferiori ai 3 000 m (quella più elevata è di soli 2 794 metri, nel settore occidentale della catena) ed ha importanza più che altro dal punto di vista climatico nel fermare una consistente quota delle precipitazioni monsoniche lungo i suoi versanti meridionali.

### Idrografia

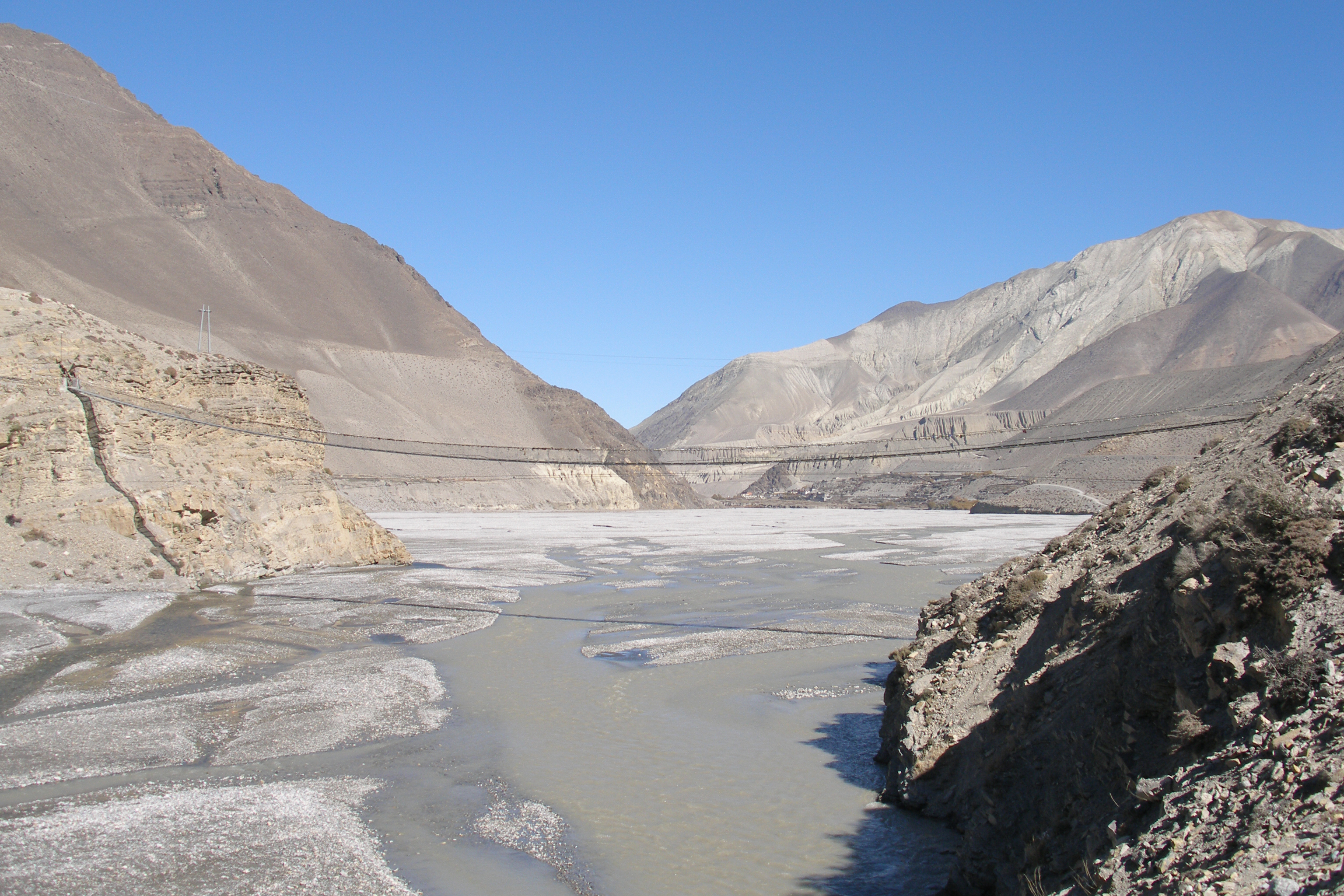
Il fiume Kali Gandaki tra Jomosom e Kagbeni

Tutto il territorio del Nepal tributa al bacino del Gange.
I maggiori affluenti e subaffluenti di sinistra (specie per portata d'acqua) del corso d'acqua indiano provengono quasi tutti dal Nepal. A parte i tributari minori, sostanzialmente si fa riferimento a tre bacini idrografici principali. Da occidente a oriente, nell'ordine, essi sono: il bacino del Karnali, quello del Narayani-Gaṇḍakī e quello del Sapt Kosi.
Essi traggono origine dalla sezione più elevata della catena dell'Himalaya, e talvolta addirittura dallo stesso altopiano del Tibet. Nel secondo caso percorrono a volte centinaia di chilometri prima d'entrare in territorio nepalese dopo essersi scavati numerose gole che tagliano la catena dell'Himalaya.
Il loro regime è comunque torrentizio, essendo influenzato sia dallo scioglimento delle nevi dei ghiacciai e nevai himalayani, sia dalle precipitazioni estive monsoniche: non di rado il rapporto fra le portate minime invernali e quelle estive supera le 100 volte. In estate possono verificarsi inondazioni devastanti. L'alimentazione anche nivale di questi corsi d'acqua ne garantisce, pure ad acque basse, una sempre più che discreta portata.
- Il Karnali nasce da due rami, denominati rispettivamente Humla Karnali e Mugu Karnali. Percorre una valle in accentuata pendenza (il fiume è noto dal punto di vista turistico perché assai sfruttato per il rafting) in un ambiente di canyon e giungle. Le portate sono possenti nella stagione delle piogge dai suoi affluenti Seli e Bheri (quest'ultimo a sua volta formato dal Thuli Bheri e dal Sani Bheri). Costituisce il maggiore fiume del Nepal per lunghezza, superficie di bacino e portata d'acqua: le portate massime sono di diverse migliaia di metri cubi al secondo.
- Il Narayani drena invece la sezione centrale del Nepal ed è alimentato da un ventaglio di affluenti e subaffluenti: Kali Gaṇḍakī, Seti (che bagna Pokhara, secondo agglomerato urbano del Nepal nonché centro turistico per le escursioni ed il trekking sull'Annapurna), Marsyangdi, Buri Gandaki, Trisuli, Rapti, ecc. Pure questi fiumi sono ampiamente sfruttati per il rafting, anche se i progetti di valorizzazione idroelettrica del Nepal stanno in qualche caso compromettendone l'uso turistico. Riguardo alla valle del Kali Gandaki (fiume sacro del Nepal, sulle cui rive si susseguono numerosi siti di cremazione e sepoltura), esiste una curiosità geografica rilevante e relativa alla sua porzione mediana: la cosiddetta Gola del Kali Gaṇḍakī è infatti considerata la valle più profonda del mondo (oltre 6,5 chilometri di dislivello fra fondovalle e creste montuose) siccome scorre fra i due "ottomila" Annapurna e Dhaulagiri che si fronteggiano rispettivamente in sinistra e destra idrografica (distando le cime meno di 40 km l'una dall'altra) ed il fondovalle è a meno di 1 500 m sul livello del mare. La parte alta del Kali Gandaki attraversa invece la remota e desertica regione del Mustang che, compresa fra le catene dell'Himalaya e del Transhimalaya, non riceve nemmeno un consistente tributo idrico nella stagione dei monsoni, perché le correnti d'aria umida si fermano contro il versante meridionale della catena himalayana e qui scaricano ingenti masse d'acqua. La città di Pokhara, ad esempio, in virtù della sua posizione geografica (nella fattispecie ai piedi del versante sud del massiccio dell'Annapurna, senza catene di monti molto elevate che sostanzialmente la isolino dal bassopiano gangetico) è molto più esposta ai monsoni estivi umidi di quanto non lo sia Kathmandu, più protetta a sud dalla catena del Mahabharat sicché, durante il monsone estivo, riceve quasi il 90% delle precipitazioni annue (anche superiori a 2 500 mm di pioggia) mentre tale quota si riduce al 65% - 70% per la capitale.
- Il Sapt Kosi infine occupa la sezione orientale del Nepal, coi suoi numerosi affluenti e subaffluenti: Indruwati, Bhote Koshi, Tamba Kosi, Dudh Kosi (che scende dalla zona dell'Everest), Arun, Tamur, ecc. Anche questi fiumi sono utilizzati per il rafting e sfruttati a scopo idroelettrico.

All'estremità occidentale del Nepal scorre poi il Kati, altro fiume Himalayano tributario del Gange, che marca con il suo corso quasi tutto il confine occidentale con l'India.
Esiste infine un sistema idrografico secondario che scaturisce dalle catene montuose interne (Mahabharat o Middle Hills, ecc.) caratterizzato da regime assolutamente torrentizio (con rapporti fra portate di piena e di magra anche maggiori di 1 000 volte) in dipendenza delle sole piogge monsoniche concentrate nei mesi da giugno a settembre. Le montagne da cui traggono origine questi fiumi sono troppo poco elevate (massimo 2 700 m/s.l.m.) per consentire la formazione di ghiacciai. Fra questi fiumi citiamo il Bagmati, fiume sacro del Nepal (sulle sue rive, nei pressi dell'aeroporto di Kathmandu, si trova il celeberrimo sacro tempio hindu di Pashupatinath) che origina poco a nord di Kathmandu e bagna la città ed il suo sobborgo meridionale di Patan raccogliendo numerosi piccoli affluenti nella Valle di Kathmandu e nell'area metropolitana della capitale nepalese, prima di entrare in territorio indiano e confluire nel Gange.

### Geologia
L'origine della catena himalayana, insieme all'altopiano del Tibet ed alle catene montuose minori, va ricercata nella collisione che avvenne all'incirca 60 milioni di anni fa tra la zolla indiana e la zolla euroasiatica (convergenti con subduzione dell'India). Durante questo processo i due continenti intrappolarono un intero mare preistorico, ed i sedimenti organici in esso presenti vennero coinvolti nel processo orogenetico, al punto che ancora oggi è possibile rinvenire ammoniti fossili nel letto del fiume Kali Gandaki, a 3 000 m di altitudine. Si possono inoltre notare altri fenomeni quali la presenza di sacche di gas naturale ad un'altitudine di 3 800 m (ad esempio il fuoco sacro di Muktinath, fiammelle che da tempo immemore ardono in alcuni anfratti nella roccia).
La teoria della collisione continentale risulta anche suffragata dal ritrovamento sulla catena Himalayana della tipica sequenza di rocce di tipo ofiolitico.

### Clima
Il paese è caratterizzato da un clima tropicale, che presenta principalmente due fasi stagionali: la stagione delle piogge (da giugno a fine settembre) e la stagione secca (il resto dell'anno). Questa alternanza è dovuta alla presenza dei monsoni, i venti periodici caratteristici dell'Asia meridionale e sudorientale.
Il monsone estivo spira dall'oceano indiano verso il continente caricandosi di umidità e portando la pioggia, mentre quello invernale spira dall'arido altopiano del Tibet verso l'oceano, dando origine ad un cielo terso e ad un clima secco.
Vi possono essere delle forti escursioni termiche tra estate ed inverno ma, data la variabilità del territorio, è anche assai facile che una certa zona presenti un microclima diverso da un'altra.
Il mese più caldo è maggio, al termine della stagione secca. Il periodo in cui la natura è più rigogliosa è invece l'autunno (all'incirca ottobre e novembre), quando le piogge sono ormai terminate ed il clima è divenuto mite.